# Jean-Clément Blanc
Jean-Clément Blanc, francoski general, * 1. oktober 1897, † 21. december 1982.